# Jeff Friesen
Jeffrey Daryl „Jeff“ Friesen (* 5. August 1976 in Meadow Lake, Saskatchewan) ist ein ehemaliger kanadischer Eishockeyspieler, der im Verlauf seiner aktiven Karriere zwischen 1991 und 2011 unter anderem 977 Spiele für die San Jose Sharks, Mighty Ducks of Anaheim, New Jersey Devils, Washington Capitals und Calgary Flames in der National Hockey League auf der position des linken Flügelstürmers bestritten hat. Seine größten Karriereerfolge feierte Friesen mit dem Gewinn des Stanley Cups in Diensten der New Jersey Devils im Jahr 2003 sowie den Weltmeistertiteln in den Jahren 1997 und 2004, die er im Trikot der kanadischen Nationalmannschaft errang. Zum Ende seiner Karriere spielte er zwei Jahre bei den Eisbären Berlin in der Deutschen Eishockey Liga, mit denen er Deutscher Meister wurde und die European Trophy gewann.

## Karriere
Friesen spielte als Jugendlicher bei den Regina Pats der kanadischen Juniorenliga Western Hockey League. Er wurde während des NHL Entry Draft 1994 als insgesamt Elfter in der ersten Runde von den Verantwortlichen der San Jose Sharks ausgewählt. Der Offensivspieler blieb eine weitere Spielzeit bei den Pats, ehe er 1994 in die National Hockey League wechselte. In seiner letzten Saison erzielte er 44 Scorerpunkte in 25 Ligapartien.
Friesen konnte sich bereits in seiner ersten Saison 1994/95 in der NHL durchsetzen und spielte alle 48 Spiele dieser streikbedingt kurzen Spielzeit. Gemeinsam mit Peter Forsberg und Paul Kariya wurde er in den Angriff des NHL All-Rookie Team gewählt. Fast sieben Jahre spielte er bei den Sharks und war dort einer der Führungsspieler. Gegen Ende der Saison 2000/01 holten die San Jose Sharks Teemu Selänne von den Mighty Ducks of Anaheim und Friesen musste im Gegenzug nach Anaheim.

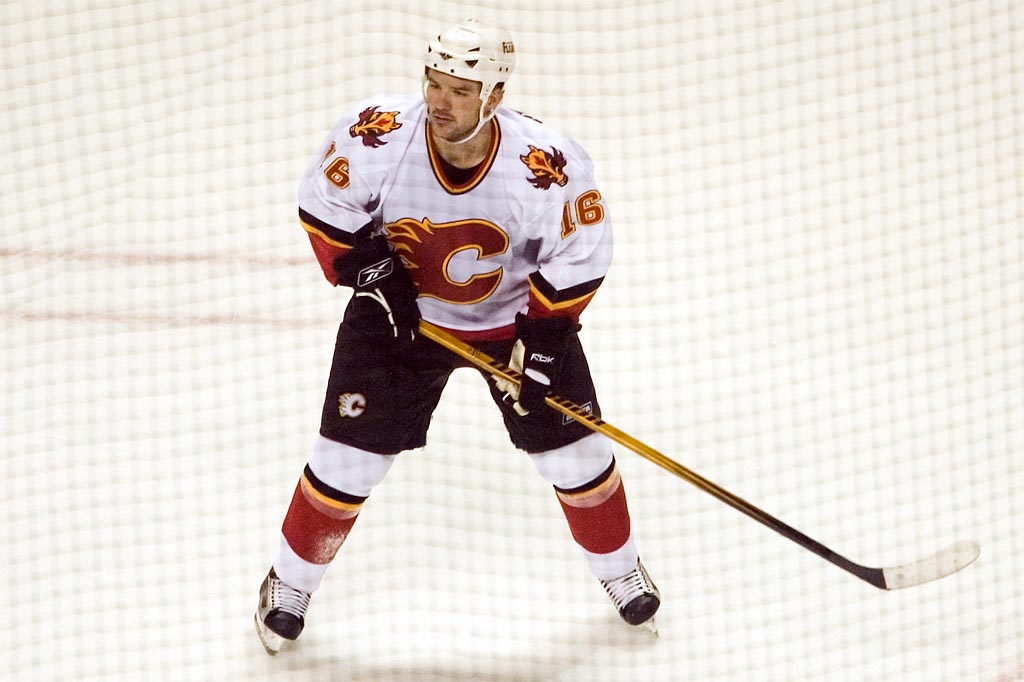
Friesen im Trikot der Calgary Flames

Schon nach der Saison 2001/02 wurde er an die New Jersey Devils abgegeben. Dort konnte er auch gleich in der Saison 2002/03 den Stanley Cup gewinnen. Die neuen Regelungen, die zur Beendigung des Spielerstreiks eingeführt worden waren, zwangen die Devils dazu, die Summe ihrer Spielergehälter zu reduzieren. Hiervon war auch Friesen betroffen, den man an die Washington Capitals abgab. Eine Leistenzerrung plagte ihn in Washington und ließ ihn bis März nur 33 Spiele bestreiten. Dann wurde er wieder an die Mighty Ducks of Anaheim abgegeben.
Im Sommer 2006 nahmen die Calgary Flames Friesen für die Saison 2006/07 unter Vertrag, wo er jedoch seine bisher schwächste Saison spielte. Nachdem sein Vertrag im Sommer 2007 nicht verlängert worden war, war ein Wechsel nach Schweden zu Leksands IF in die schwedische HockeyAllsvenskan im Gespräch, der aber nicht zu Stande kam. Im Januar 2008 nahmen die Lake Erie Monsters aus der American Hockey League den Free Agent auf Basis eines zweiwöchigen Probevertrages in ihren Kader auf. Zwar konnte er in fünf Spielen einen Treffer erzielen und vier weitere vorbereiten, doch Ende Januar wurde er von den Lake Erie Monsters wieder entlassen.
Vor Beginn der Saison 2008/09 erhielt er eine Einladung zum Trainingscamp der San Jose Sharks. Dort konnte er sich, ob der starken Konkurrenz im Kader, nicht empfehlen und fand auch kein anderes Team, das ihn unter Vertrag nehmen wollte. In der Folge unterzog sich der Kanadier einer Leistenoperation, woraufhin er die gesamte Spielzeit pausierte. Im August 2009 kam Friesen nach Berlin, um bei den dortigen Eisbären aus der Deutschen Eishockey Liga ein Probetraining zu absolvieren, aus dessen Folge er einen Vertrag für die Spielzeit 2009/10 unterschrieb. Den Kontakt zum Berliner Manager Peter John Lee hatte sein Ex-Teamkollege Marco Sturm hergestellt, nachdem Friesen Interesse an einem Engagement in Deutschland geäußert hatte. In seiner zweiten Spielzeit im Trikot der Eisbären gewann der Kanadier mit den Berlinern die deutsche Meisterschaft. Nach der Saison 2010/11 beendete der Stürmer seine aktive Laufbahn.

## Erfolge und Auszeichnungen
| - 1993 Jim Piggott Memorial Trophy - 1993 CHL Rookie of the Year - 1993 CHL All-Rookie Team - 1995 NHL All-Rookie Team | - 2003 Stanley-Cup-Gewinn mit den New Jersey Devils - 2010 European-Trophy-Gewinn mit den Eisbären Berlin - 2011 Deutscher Meister mit den Eisbären Berlin |

### International
| - 1994 Goldmedaille bei der Junioren-Weltmeisterschaft - 1995 Goldmedaille bei der Junioren-Weltmeisterschaft - 1996 Silbermedaille bei der Weltmeisterschaft | - 1997 Goldmedaille bei der Weltmeisterschaft - 2004 Goldmedaille bei der Weltmeisterschaft |

## Karrierestatistik

### International
Vertrat Kanada bei:
| - Junioren-Weltmeisterschaft 1994 - Junioren-Weltmeisterschaft 1995 - Weltmeisterschaft 1996 - Weltmeisterschaft 1997 | - Weltmeisterschaft 1999 - Weltmeisterschaft 2001 - Weltmeisterschaft 2004 |

(Legende zur Spielerstatistik: Sp oder GP = absolvierte Spiele; T oder G = erzielte Tore; V oder A = erzielte Assists; Pkt oder Pts = erzielte Scorerpunkte; SM oder PIM = erhaltene Strafminuten; +/− = Plus/Minus-Bilanz; PP = erzielte Überzahltore; SH = erzielte Unterzahltore; GW = erzielte Siegtore; 1 Play-downs/Relegation; Kursiv: Statistik nicht vollständig)